# Ильяхов, Максим Олегович
Максим Олегович Ильяхов (род. 1988, Краснодар) — российский писатель и редактор, соавтор книги «Пиши, сокращай» (2016), автор сервиса «Главред» (2014), главный редактор изданий «Тинькофф Журнал» (2014—2019), «Код» (2019–2023) и «Кинжал» (2021–2024).

## Биография
Родился в 1988 году в Краснодаре.
В 2010 году окончил факультет иностранных языков и регионоведения МГУ. В 2013 году закончил аспирантуру на кафедре теории преподавания иностранных языков этого же факультета, защитил диссертацию «Методические основы организации интерактивного обучения в сотрудничестве на базе технологии вики» и получил учёную степень кандидата педагогических наук.
В 2012—2014 годах являлся редактором рассылки «Мегаплана».
В 2014 году создал сервис проверки текста «Главред», выделяющий некоторые слова и обороты и предлагающий им замену. Сервис предназначен для того, чтобы вычищать канцелярит из текста и делать его понятнее читателю.
В 2014—2019 годах работал главным редактором издания «Тинькофф Журнал».
В 2016 году совместно с Людмилой Сарычевой написал книгу «Пиши, сокращай» — пособие по редактированию текста для журналистов, авторов и копирайтеров. По данным авторов, суммарный тираж книги на 2023 год — 500 тысяч экземпляров. Издание «Meduza» пишет, что многие работники медиаотрасли считают «Пиши, сокращай» своей настольной книгой.
В 2018 году основал сервис «Говорит государство», помогающий чиновникам общаться с гражданами понятным языком, а не канцеляритом.
В 2019—2023 годах являлся главным редактором журнала «Код» Яндекса; в 2021—2024 годах — главным редактором журнала «Кинжал».
В 2023 году совместно с Сарычевой выпустил «Пиши, сокращай 2025» — новую версию книги, в которой было добавлено 11 новых глав, но суммарный объём уменьшился на 80 страниц. Новая версия позиционируется как учебник для начинающих журналистов и редакторов.
Является ректором «Школы редакторов Бюро Горбунова».
По состоянию на 2023 год проживал в Туле.

## Политические взгляды
По данным издания «Meduza», Ильяхов много лет участвует в проектах, связанных с российскими органами власти: читал лекцию в Министерстве экономического развития России, работал над проектами департамента транспорта Москвы, участвовал в работе над социальными сетями правительства Тульской области, продвигал «Госуслуги» и создавал коммуникационную стратегию для конференции IASP в Сколково.
В 2023 году Ильяхов заявил про ТАСС, РИА Новости и Russia Today, что «эти издания — государственные, пророссийские — представляют российскую позицию, они более полезны людям, которые живут в России, которые хотят, чтобы интересы их страны были представлены».